# Secularismo
El secularismo es el principio de tratar de dirigir los asuntos humanos basándose en principios y consideraciones derivados únicamente del mundo material, sin recurrir a la religión. Se define más comúnmente como la separación de la religión de los asuntos cívicos y del Estado - que de acuerdo con el pluralismo religioso define el secularismo como neutralidad (del Estado o no sectario) en cuestiones de religión en contraposición a la oposición total de la religión en la plaza pública en su conjunto - mientras que otros puntos de vista pueden ampliarlo a una posición relativa a la necesidad de eliminar o minimizar el papel de la religión en cualquier esfera pública. El término tiene una amplia gama de significados, y en el más esquemático, puede encapsular cualquier postura que promueva lo secular en cualquier contexto dado. Puede connotar anticlericalismo, ateísmo, antiteísmo, naturalismo, no sectario, laicidad, neutralidad en temas de religión, o la eliminación (completa) de los símbolos religiosos de las instituciones públicas. 
Como filosofía, el secularismo pretende interpretar la vida basándose en principios derivados únicamente del mundo material, sin recurrir a la religión. Desplaza el foco de atención de la religión hacia las preocupaciones "temporales" y materiales.
Existen distintas tradiciones de securalismo en Occidente, como los modelos francés, turco y angloamericano, y más allá, el de la India, donde se hace más hincapié en la igualdad ante la ley y la neutralidad del Estado que en la separación general. Los propósitos y argumentos en apoyo del laicismo varían mucho, desde las afirmaciones de que es un elemento crucial de la modernización, o que la religión y los valores tradicionales son atrasados y divisorios, hasta la afirmación de que es el único garante del libre ejercicio religioso.

## Resumen

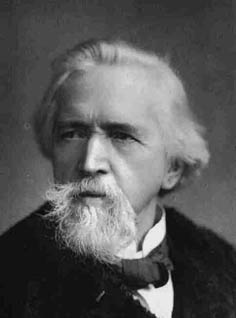
El escritor británico George Holyoake (1817-1906) empleó el término "secularismo" en 1851.

El primero en utilizar la palabra "secularismo" en un sentido moderno, fue el escritor británico agnóstico George Holyoake, en 1851. Encontrando "Ateísmo" demasiado agravante, buscó un término que describiera una postura que abogara por conducir la vida basándose únicamente en consideraciones naturalistas (seculares), pero sin rechazar necesariamente la religión, permitiendo así la cooperación con los creyentes. La definición de Holyoake de secularismo difiere de su uso por escritores posteriores. Como señala el sitio web Humanist Heritage, Holyoake ofrece una definición de secularismo "muy parecida a las definiciones modernas de humanismo... más amplia que el simple ateísmo" Las definiciones más modernas de laicismo suelen referirse a la separación de la iglesia y el estado más que a las creencias personales.
Barry A. Kosmin distingue entre secularismo  "duro" y "blando". El secularismo "duro" considera que las proposiciones religiosas son epistemológicas ilegítimas y trata de negarlas en la medida de lo posible. La variedad "blanda" hace hincapié en la neutralidad, la tolerancia y el liberalismo; argumentando que "la consecución de la "verdad absoluta" es "imposible y, por tanto, el escepticismo y la tolerancia deben ser los valores principales y primordiales en la discusión de la ciencia y la religión".
- El secularismo débil afirma la libertad de religión, estando libre de la imposición de alguna religión oficial o gubernamental sobre la gente, dentro de un estado o de una sociedad que es neutra sobre los asuntos de creencia espiritual, y no da ningún privilegio estatal o subvención a religiones (mirar también la separación Iglesia-Estado).
- El secularismo fuerte establece que las decisiones y actividades humanas, sobre todo políticas, deberían estar basadas en lo que se consideran pruebas y hechos antes que en creencias con influencia religiosa. Las doctrinas religiosas están basadas en lo que consideran una verdad absoluta, mientras que el secularismo está basado en la razón que fue desarrollado durante la Ilustración. Los secularistas creen que todas las actividades que caen fuera de la esfera privada deberían ser seculares; es decir, no religiosas.

## Secularismo de Estado
En términos políticos, el secularismo o laicismo es un movimiento hacia la separación de la religión y el gobierno. Esto puede referirse a la reducción de los vínculos entre un gobierno y una religión oficial, a la sustitución de las leyes basadas en las escrituras (como la Halajá y la Sharía) por leyes no confesionales, y a la eliminación de la discriminación por motivos de religión. Se dice que esto contribuye a la democracia al proteger los derechos de las minorías religiosas.
La separación de la Iglesia y el Estado no es más que una estrategia posible que pueden desplegar los gobiernos laicos. Desde los democráticos hasta los autoritarios, estos gobiernos comparten la preocupación por limitar la parte religiosa en la relación. Cada Estado puede encontrar sus propias prescripciones políticas. Éstas pueden incluir la separación, la supervisión cuidadosa y la regulación de la religión organizada, como en Francia, Turquía, y otros.
Un impacto importante en la idea de la libertad religiosa del Estado provino de los escritos del filósofo John Locke quien, en su Carta sobre la tolerancia, argumentó a favor de la tolerancia religiosa. Sostuvo que el gobierno debe tratar a todos los ciudadanos y a todas las religiones por igual, y que puede restringir las acciones, pero no la intención religiosa detrás de ellas.
Maharajá Ranjeet Singh del Imperio Sikh de la primera mitad del siglo XIX estableció con éxito un Reglamento Secular en la región del Punjab. Este gobierno secular respetaba a los miembros de todas las razas y religiones y les permitía participar sin discriminación en el darbar de Ranjeet Singh, que tenía representantes sijs, musulmanes e hindúes al frente del darbar. Ranjit Singh también financió ampliamente la educación, la religión y las artes de varias religiones e idiomas diferentes.
El secularismo se asocia más a menudo con el Siglo de las Luces en Europa y juega un papel importante en la sociedad occidental. Los principios, aunque no necesariamente las prácticas, de la separación de la Iglesia y el Estado en Estados Unidos y del Laïcité en Francia se basan en gran medida en el secularismo. Los estados laicos también existieron en la Mundo Islámico durante la Edad Media.
De acuerdo con la creencia en la separación de la Iglesia y el Estado, los secularistas tienden a preferir que los políticos tomen decisiones por motivos seculares y no religiosos. En este sentido, las decisiones políticas relativas a temas como el aborto, la anticoncepción, la investigación con células madre embrionarias, el matrimonio entre personas del mismo sexo y la educación sexual son objeto de atención destacada por parte de organizaciones secularistas estadounidenses como el Center for Inquiry.
Algunos fundamentalistas cristianos y eruditos (sobre todo en Estados Unidos) se oponen al secularismo, alegando a menudo que hay una ideología "secularista radical" que se está adoptando en nuestros días y ven el secularismo como una amenaza a los "derechos cristianos" y la seguridad nacional.
Se ha afirmado que en Estados Unidos, el concepto de secularismo ha sido frecuentemente malinterpretado. Jacques Berlinerblau escribió que "el secularismo debe ser el ismo más malinterpretado y manipulado del léxico político estadounidense", y que la derecha religiosa lo equiparó a propósito con el ateísmo, el comunismo y otras ideologías desde la década de 1970.
Las fuerzas más importantes del fundamentalismo religioso en el mundo contemporáneo son el fundamentalismo cristiano y el fundamentalismo islámico. Al mismo tiempo, una corriente importante del laicismo ha venido de las minorías religiosas que ven el laicismo gubernamental y político como parte integral de la preservación de la igualdad de derechos.
Algunos de los estados conocidos que suelen considerarse "constitucionalmente laicos" son los Estados Unidos, Francia, Turquía, India, México, y Corea del Sur, aunque ninguna de estas naciones tiene formas idénticas de gobierno con respecto a la religión. Por ejemplo, en la India, el laicismo incluye la participación y las restricciones del Estado en la religión, mientras que en Francia, el laicismo excluye la participación del Estado en la religión.